# أرز (شجرة)
الأَرْزُ أو أشجار السيدر (باللاتينية: Cedrus) جنس من الأشجار دائمة الخضرة من الفصيلة الصنوبرية، سريعة النمو، يتراوح طولها ما بين 30 و45 متراً. ينمو الأرز في جبال الهيمالايا الغربية والجبال حول البحر المتوسط على ارتفاع 1500 إلى 3200 متر في الهملايا وارتفاع 1000 إلى 2200 متر حول المتوسط.

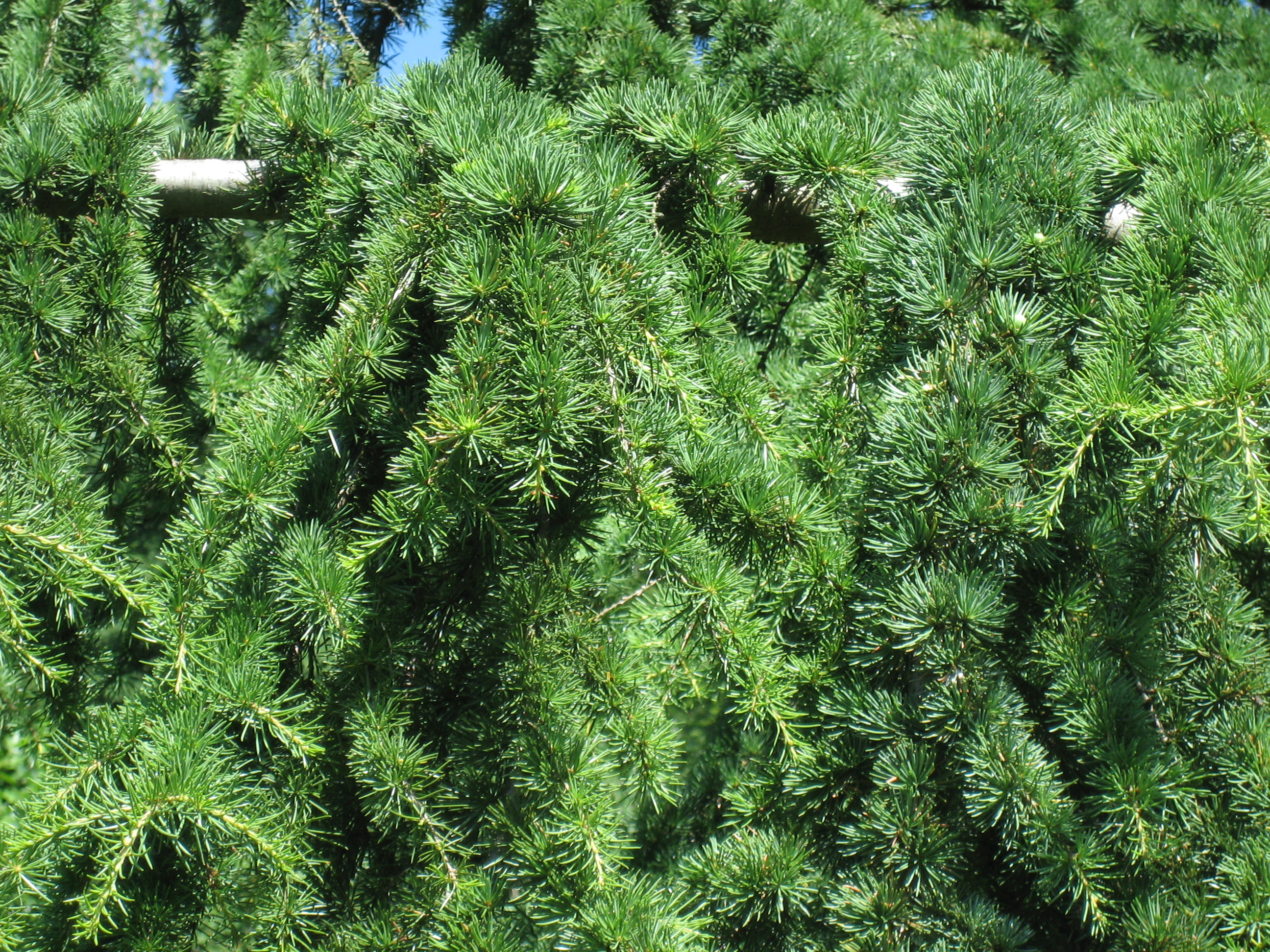
أوراق الأرز اللبناني

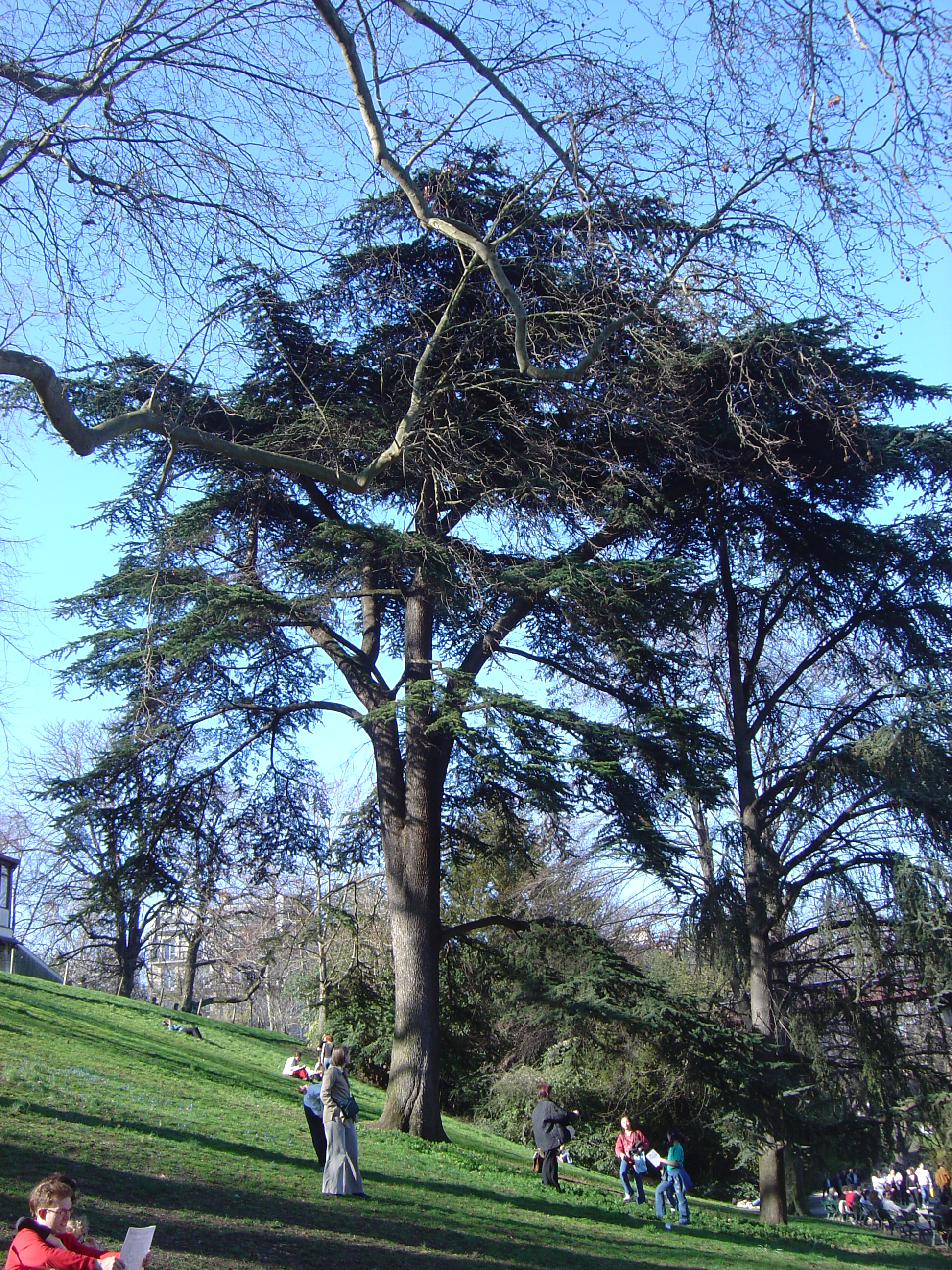
أرز لبناني

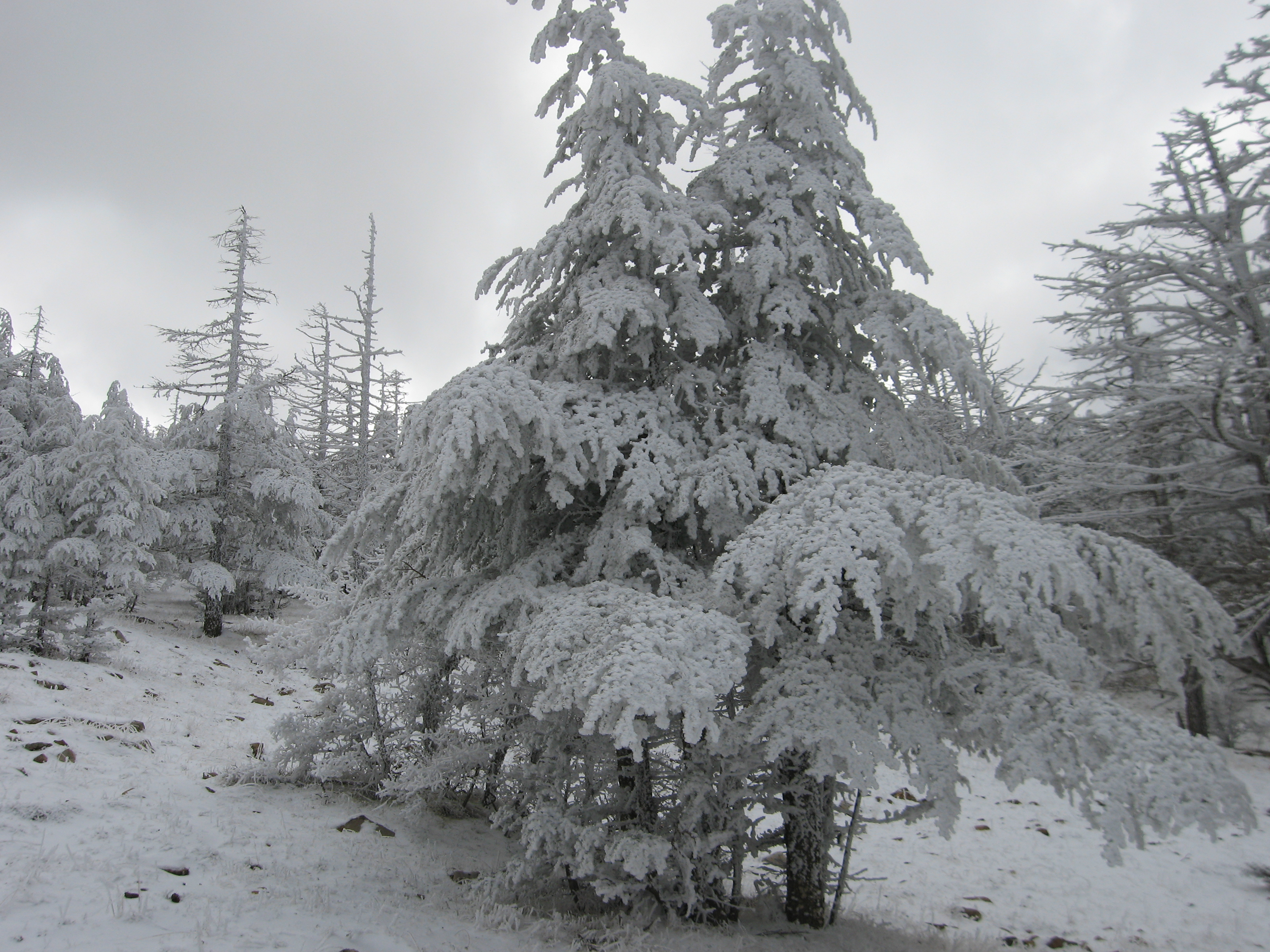
أشجار الأرز بمنطقة المغرب

## التصنيف
يقسم جنس الأرز إلى أربعة أنواع، هم:
- الأرز الأطلسي (الاسم العلمي:Cedrus atlantica)
- الأرز قصير الأوراق (الاسم العلمي:Cedrus brevifolia)
- الأرز الدوداري (الاسم العلمي:Cedrus deodara)
- الأرز اللبناني (الاسم العلمي:Cedrus libani)

ويقسم هذا الأخير إلى نوع فرعي، أو ضرب:
- الأرز التركي (الاسم العلمي: Cedrus libani var. stenocoma)

وفي التشجير تعتبر الضروب السابقة أنواعاً مستقلة.

## الانتشار
أرز الهيمالايا في جبال الهيمالايا والأرز اللبناني نسبة إلى جبال لبنان، وتوجد أكبر غابات الارز عربيا في المغرب، ثم لبنان وسوريا وتركيا والجزائر وشمال فلسطين وشمال ووسط الأردن.

## مناعة الشجرة
من الملاحظ أنه حينما تتعرض شجرة الأرز للهجوم فإنها تنتج براعم ثانوية كآلية من آليات الدفاع عن نفسها، ولكن هذه البراعم معرضة بدورها للمهاجمة.

## وصلات خارجية
- الموسوعة العربية
- الأرز.. شجرة لبنان السامقة استطلاع مصور من مجلة العربي.